# Bosančica

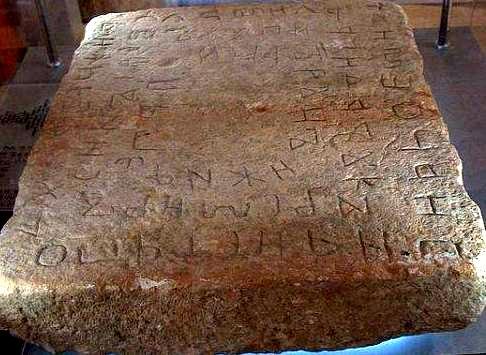
Humačka ploča

Bosančica is een niet meer gebruikte vorm van het Cyrillisch alfabet, ontstaan in Bosnië en omringende gebieden in de vroege middeleeuwen. De belangrijkste documenten, geschreven in Bosančica zijn "Humačka ploča" uit de 10e eeuw en "Povelja Kulina bana" (Declaratie van Kulin Ban, toenmalige Bosnische koning) van 29 augustus 1189.
Behalve in Bosnië, werd Bosančica gebruikt in Dubrovnik, Noord-Macedonië en op de Kroatische eilanden. Tot in de 19e eeuw gebruikten franciscaanse monniken uit Centraal Bosnië Bosančica, en sommige Bosnische families tot in de moderne tijd.